# Національна асамблея Каталонії
Національна асамблея Каталонії (Assemblea Nacional Catalana, ANC) — організація, яка прагне до політичної незалежності Каталонії від Іспанії. Вона також добивається незалежності інших каталономовних регіонів, які спільно відомі як Каталонські країни (Països Catalans).
Президентом організації є Хорді Санчес і Піканьол, що ув'язнений 16 жовтня 2017 року за участь у протестах за незалежність напередодні каталонського референдуму. У січні 2015 року організація налічувала понад 80 000 членів, з яких 40 132 були повноправними членами (платники), а 39 946 були підписані як добровольці.
ANC має 10 регіональних підрозділів, які представлені в національній раді, а також професійні групи для різних приватних секторів, а також 37 іноземних відділень по всьому світу.

## Історія
Початком організації стала Національна конференція Каталонської держави (Conferència Nacional per l'Estat Propi), що відбулася 30 квітня 2011 року в Барселоні, в якій взяли участь 1500 осіб.  На цій конференції було обрано Постійну раду та тимчасовий секретаріат.
Офіційне заснування громадської організації відбулося 10 березня 2012 року в палаці Сант-Жорді в Барселоні. в якому було затверджено статут, внутрішню роботу та дорожню карту незалежності. У квітні 2012 року Карме Форкаделл була обрана президентом АНК, тоді як Карлес Кастелянос був обраний віце-президентом, Льоренс Соторрес став скарбником, а Хорді Мартінес був обраний секретарем.
8 червня 2013 року в АНК відбулися вибори, на яких Карме Форкаделл була переобрана президентом. Хауме Марфані був обраний віце-президентом, замінивши Карлеса Кастеляноса, Хорді Мартінес залишився секретарем, а Оріол Саллас замінив Льоренса Соторреса на посаді скарбника.
У травні 2015 року Хорді Санчес і Піканьол замінив Карме Форкаделл на посаді президента АНК.